# 想影橋
想影橋（おもかげばし）は、富山県黒部市宇奈月温泉の黒部川に架かる主要地方道朝日宇奈月線の橋である。

## 沿革
当初は吊橋が架けられていた。1933年（昭和8年）に主塔が鉄筋コンクリート製の橋長96 m、幅3 mの補剛トラス吊橋が完成した。1958年（昭和33年）時点で既に地元民から「おもかげ橋」と呼ばれていた。吊橋の老朽化とモータリゼーションへの備え、さらに宇奈月温泉街の右岸への拡張を目指すため、1967年（昭和42年）に旧橋より桁上に現在の橋に架け替えられた。完成当時はアーチ橋として日本一と言われていた。橋の下には温泉を右岸の温泉旅館へ引湯するためのパイプラインが通っている。
夜間には、ライトアップされる。